# Trastorno de conversión
Los trastornos de conversión  son un grupo de trastornos mentales que tienen en común la presencia de síntomas y signos físicos, principalmente neurológicos, sin que exista una enfermedad o causa física objetivable que pueda explicarlos. Antiguamente se agrupaban bajo el diagnóstico de histeria.  

## Definición
En la actualidad, y de acuerdo con el sistema clasificatorio DSM-IV el aspecto básico de este trastorno es la presencia de síntomas o déficit no deliberados que afectan al funcionamiento motor voluntario o sensorial, lo que hace pensar en la existencia de un estado patológico general. En su inicio o exacerbación están implicados factores psicológicos.
Se denomina «conversión» porque el paciente convierte el conflicto psicológico en un trastorno físico (incapacidad para mover ciertas partes del cuerpo o usar los sentidos de manera normal). 

## Historia
Hacia el final del siglo XIX, varios psicólogos y neurólogos empezaron a estudiar estos trastornos: Pierre Janet, Jean-Martin Charcot, Josef Breuer y Sigmund Freud. Antes, la gran mayoría de personas diagnosticadas eran mujeres. Esta histórica disparidad sexual suele explicarse en términos sociológicos, al igual que la drástica caída del índice del síndrome. Algunos autores sostienen la teoría de que los fenómenos histéricos clásicos descritos por Freud han dejado paso y se han transformado en una gran variedad de cuadros, como por ejemplo la anorexia, entre otros.  Todavía, de vez en cuando se emplea el término histeria, pero generalmente sin referencia a ningún mecanismo subyacente específico. En un principio se pensó que la histeria era una patología únicamente femenina, de allí su denominación: la palabra proviene del griego antiguo ὑστέρα (hystéra) que significa útero.
Freud teorizó inicialmente que el trastorno de conversión proviene de una emoción de cólera, repugnancia o conflicto sin resolver. Utilizaba la hipnosis para tratar este trastorno. Luego fue reemplazado por el método catártico de la abreacción y, durante un breve período, por el denominado  «método de apremio», en el que Freud colocaba su mano en la frente de sus pacientes y los «apremiaba» a recordar. Con estos tres métodos no se lograba la curación del paciente, sino solo una descarga de los conflictos acumulados. Más tarde, Freud comenzó a aplicar el método de asociación libre que supera las dificultades procedentes al permitir la identificación de las razones clave del conflicto emocional en la persona. 
Actualmente el eje del concepto trastorno disociativo se basa en la pérdida de control de la integración normal entre ciertos recuerdos del pasado, la conciencia, ciertas sensaciones inmediatas, la propia identidad y el control de movimientos corporales.

## Cuadro clínico
En este tipo de neurosis se identifican claramente dos clases:
- De tipo conversivo, en la cual los síntomas incluyen a los sistemas neuromusculares y sensoriales.
- De tipo disociativo, en la cual aparecen los trastornos de la conciencia.

En algunos casos se tiene la impresión de que el paciente obtiene beneficios a partir de su estado de incapacidad lo cual lo lleva a confundir la enfermedad con la simulación. Los síntomas principales de las neurosis histéricas no están bajo el control consciente del paciente, así la verdadera simulación puede llegar a ser una manifestación de un trastorno de personalidad. Se ha comprobado que en algunos casos, los pacientes presentan alucinaciones visuales, aisladas no acompañadas de pensamientos falsos. 
El tipo de histeria de conversión presenta una enorme variedad de síntomas difusos, como parálisis motora o ceguera, trastornos del sistema nervioso, incluyendo temblores y parálisis localizadas, parestesias y estados variables de crisis de tipo epiléptico.
Los estados disociativos surgen por la repentina emergencia del estado consciente de impulsos destructivos primarios; esos estados se presentan con cierta frecuencia después de que los pacientes han cometido un acto violento y llegan a constituir problemas en el juicio.

## Clasificación
Según la clasificación de CIE-10 se divide en:
- Amnesia disociativa
- Fuga disociativa
- Estupor disociativo
- Trastorno del trance y de posesión
- Trastorno de motilidad voluntaria y de la sensibilidad
  - Trastorno disociativo de la motilidad
  - Convulsiones disociativa
  - Anestesia y pérdidas sensoriales disociativas.
- Trastorno de personalidad múltiple

Según el DSM-IV-TR (A.P.A. 2002) los criterios diagnósticos del trastorno de conversión son:
- A. Uno o más síntomas o déficit que afectan a la función motora voluntaria o sensorial y que sugieren una condición neurológica u otra condición médica general.

- B. Se considera que los factores psicológicos están asociados al síntoma o déficit debido a que el inicio o exacerbación de ambos está precedido por conflictos y otros estresores.

- C. El síntoma o déficit no se produce intencionalmente ni de manera fingida (como en el trastorno facticio o en la simulación).

- D. Tras el examen clínico apropiado, el síntoma o déficit no puede ser explicado completamente por una condición médica general, por los efectos directos de una sustancia o por una conducta o experiencia culturalmente normales.

- E. El síntoma o déficit origina malestar o deterioro clínicamente significativo a nivel social, laboral u otras áreas importantes de funcionamiento del sujeto, requieren atención médica.

- F. El síntoma o déficit no se limita al dolor o a una disfunción sexual, no acontece exclusivamente durante el curso del trastorno por somatización y no se explica mejor por otro trastorno mental.

Explicar tipo de síntoma o déficit:
- Con síntoma o déficit motor.

- Con síntoma o déficit sensorial.

- Con crisis y convulsiones.

- Con sintomatología mixta.